# Kandel (szczyt)
Kandel – szczyt w górach Schwarzwaldu w Niemczech o wysokości 1241 m n.p.m. Jest ośrodkiem narciarskim.

## Galeria

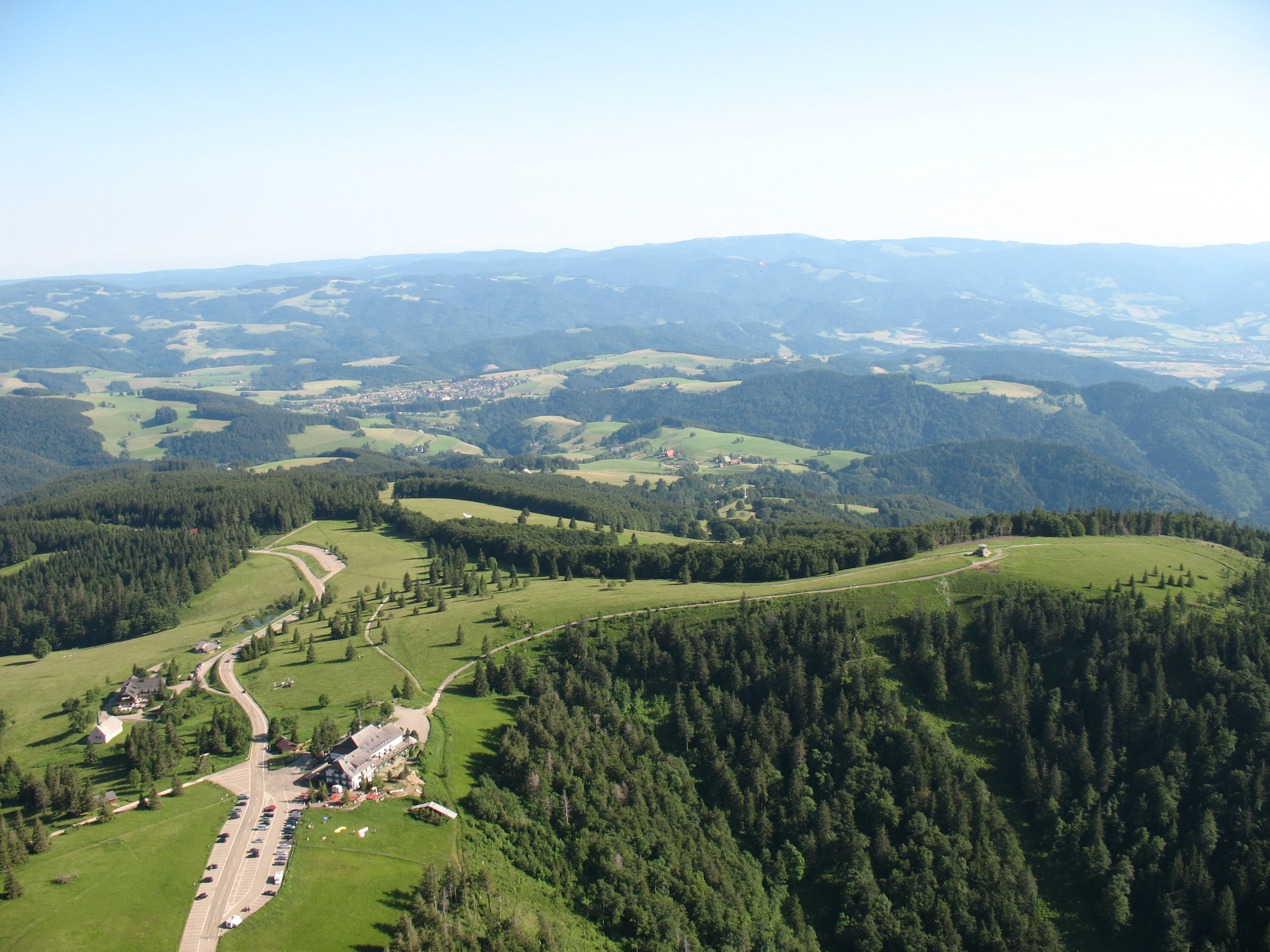
Kandel latem: kaplica św. Piusa[1], Kandelhof[2] Berghotel[3] i piramida (od lewej do prawej)
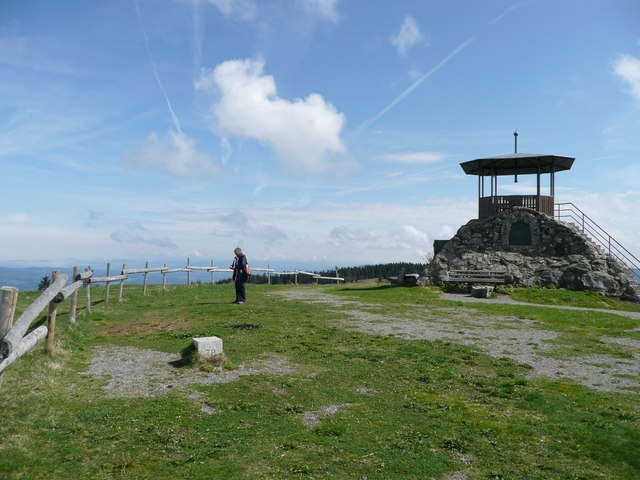
Piramida na najwyższym punkcie szczytu
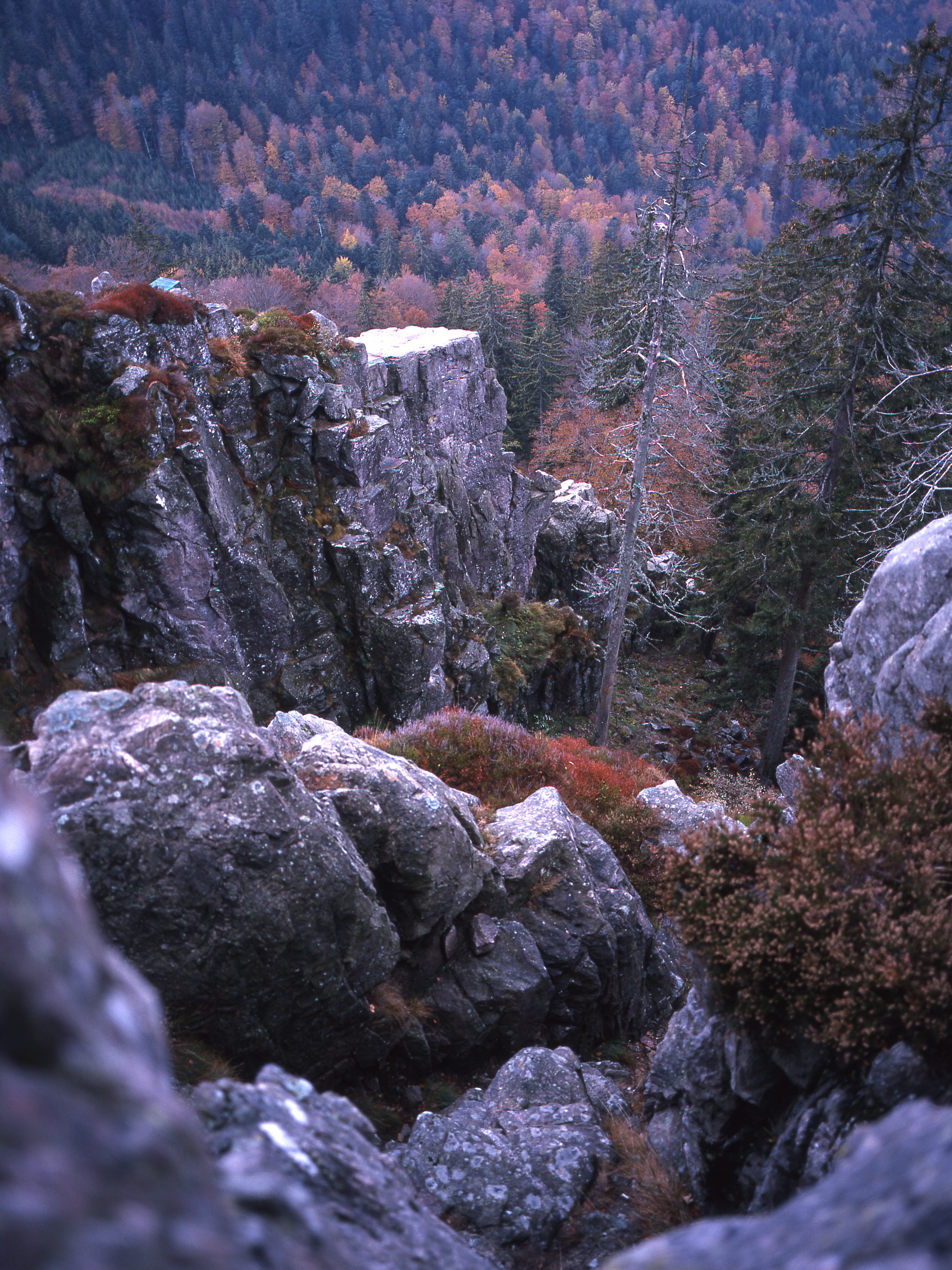
Wielka skała
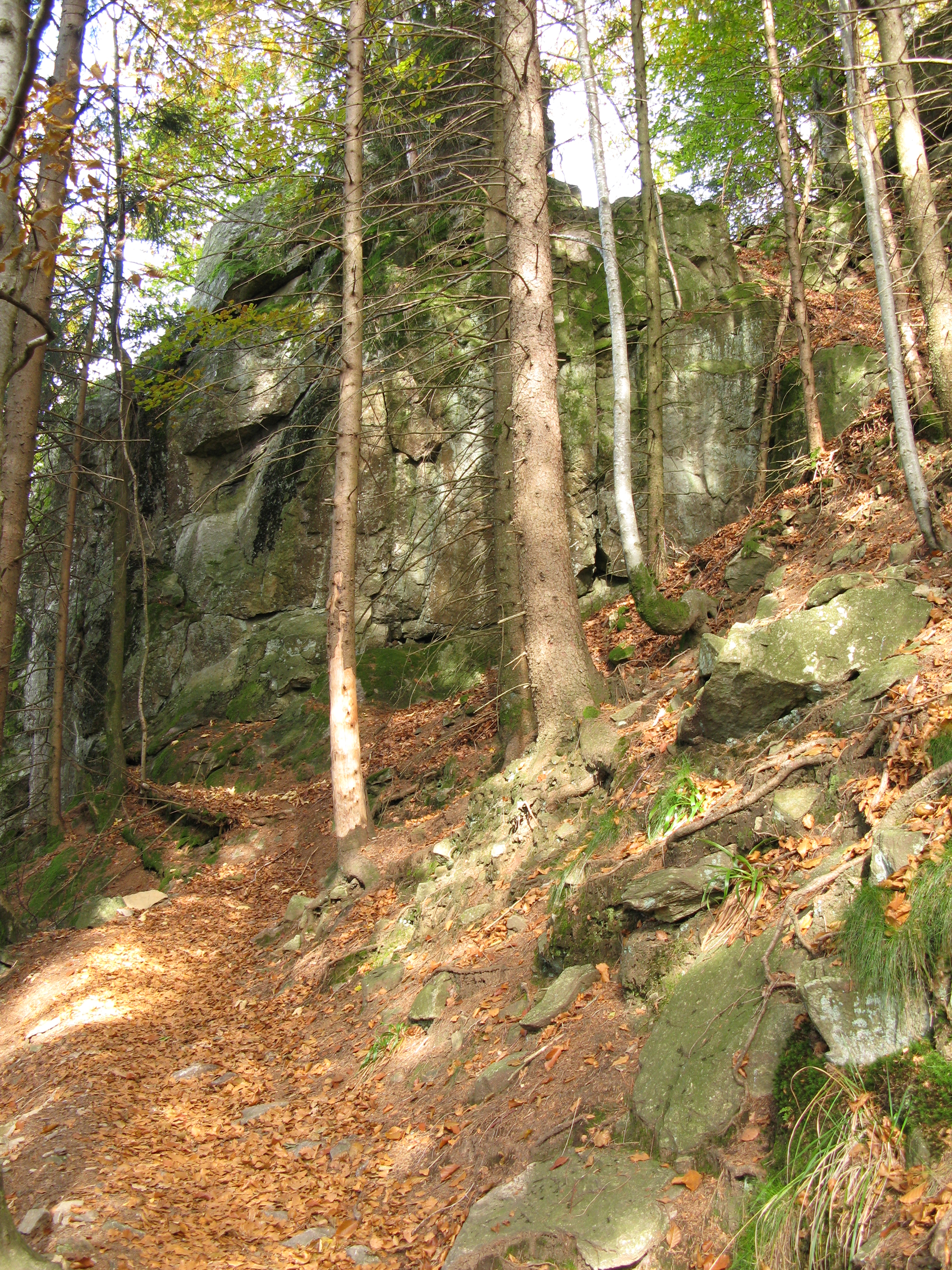
Niewielka skała
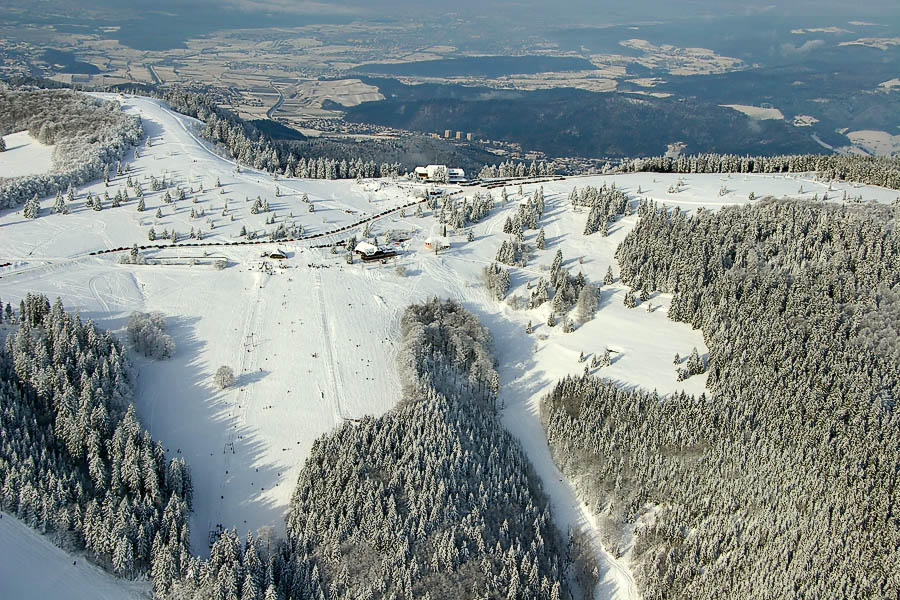
Kandel zimą
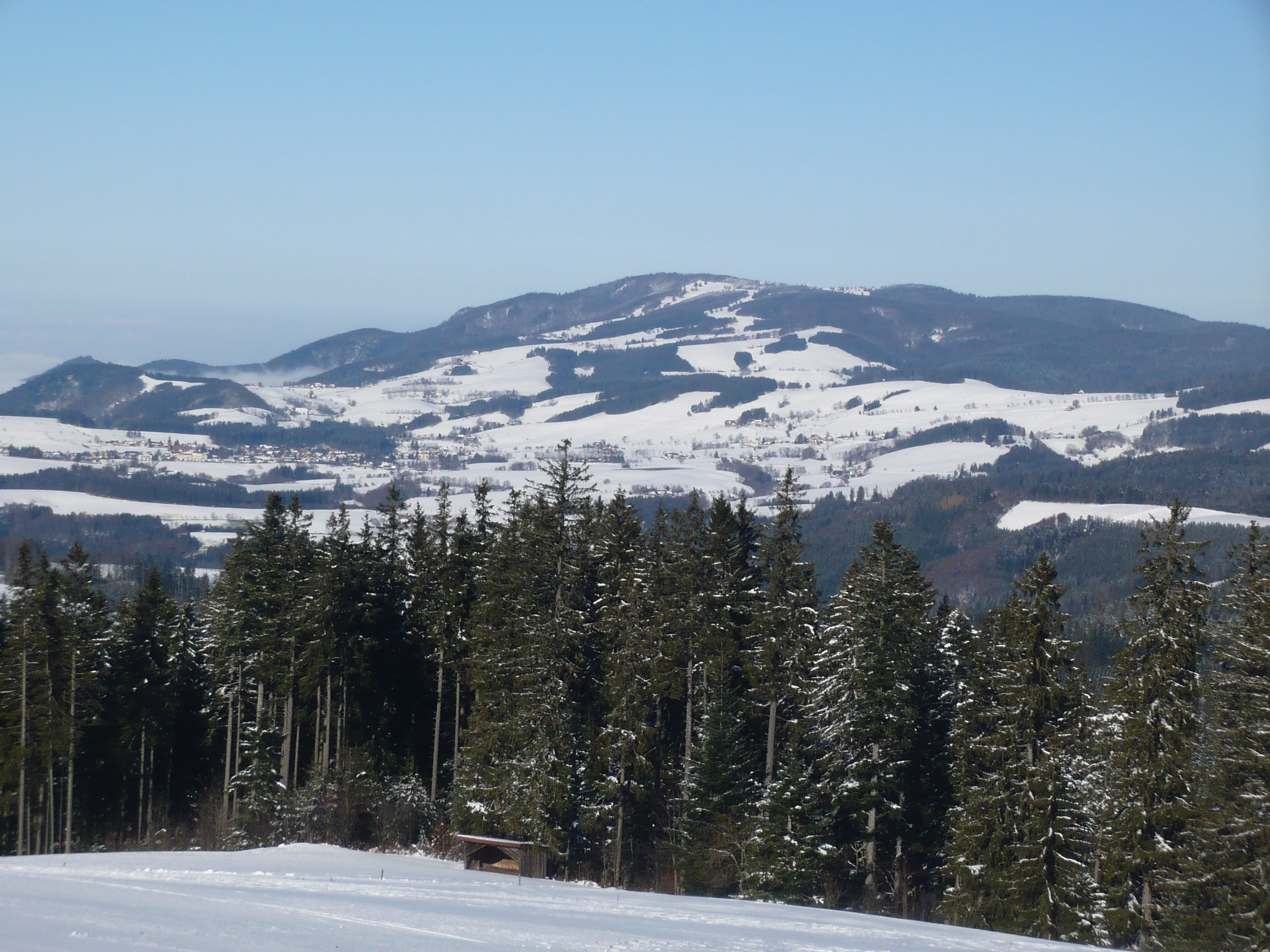
Widok na szczyt z Thurnerspur
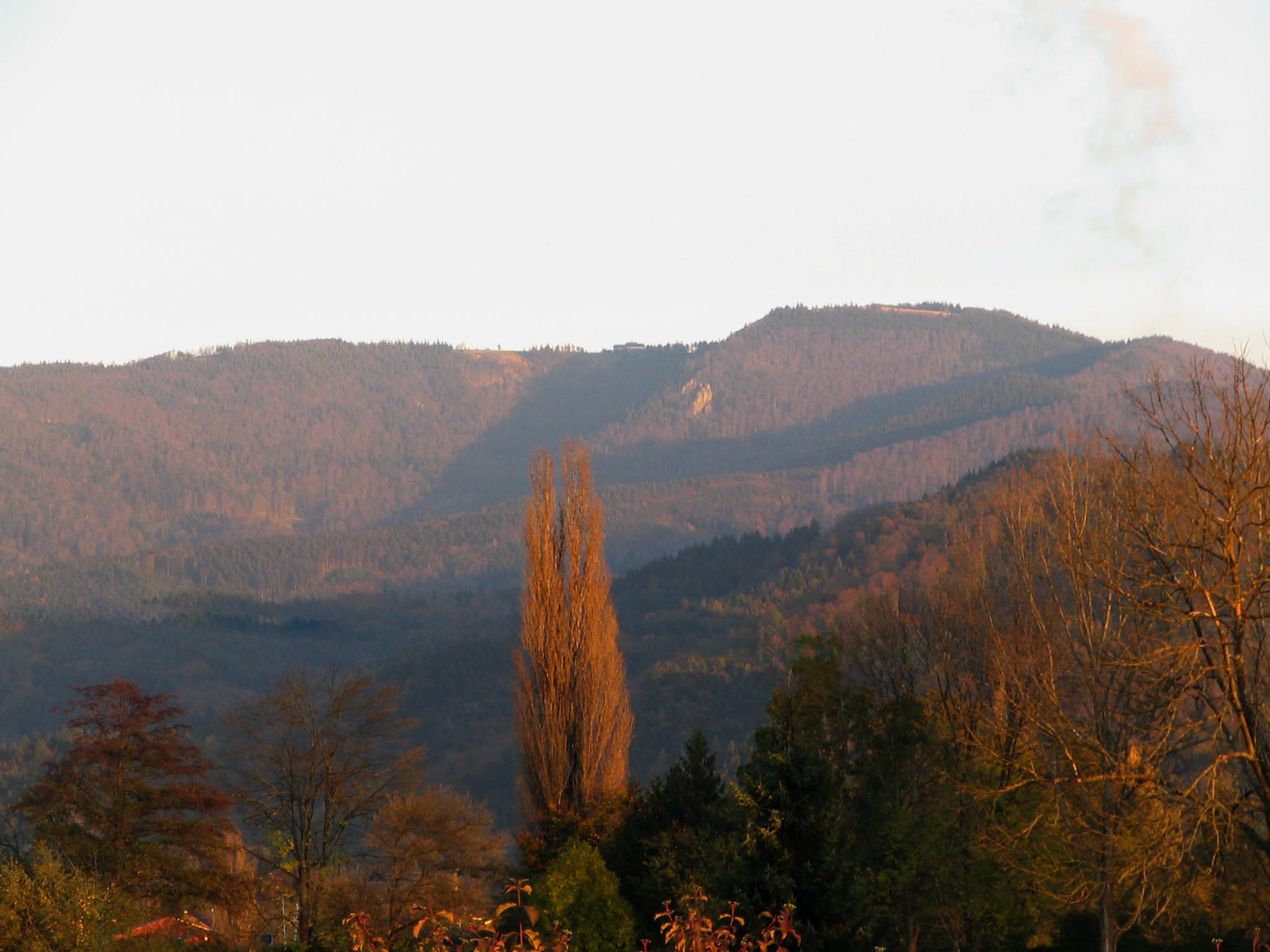
Kandel jesienią